# Telium

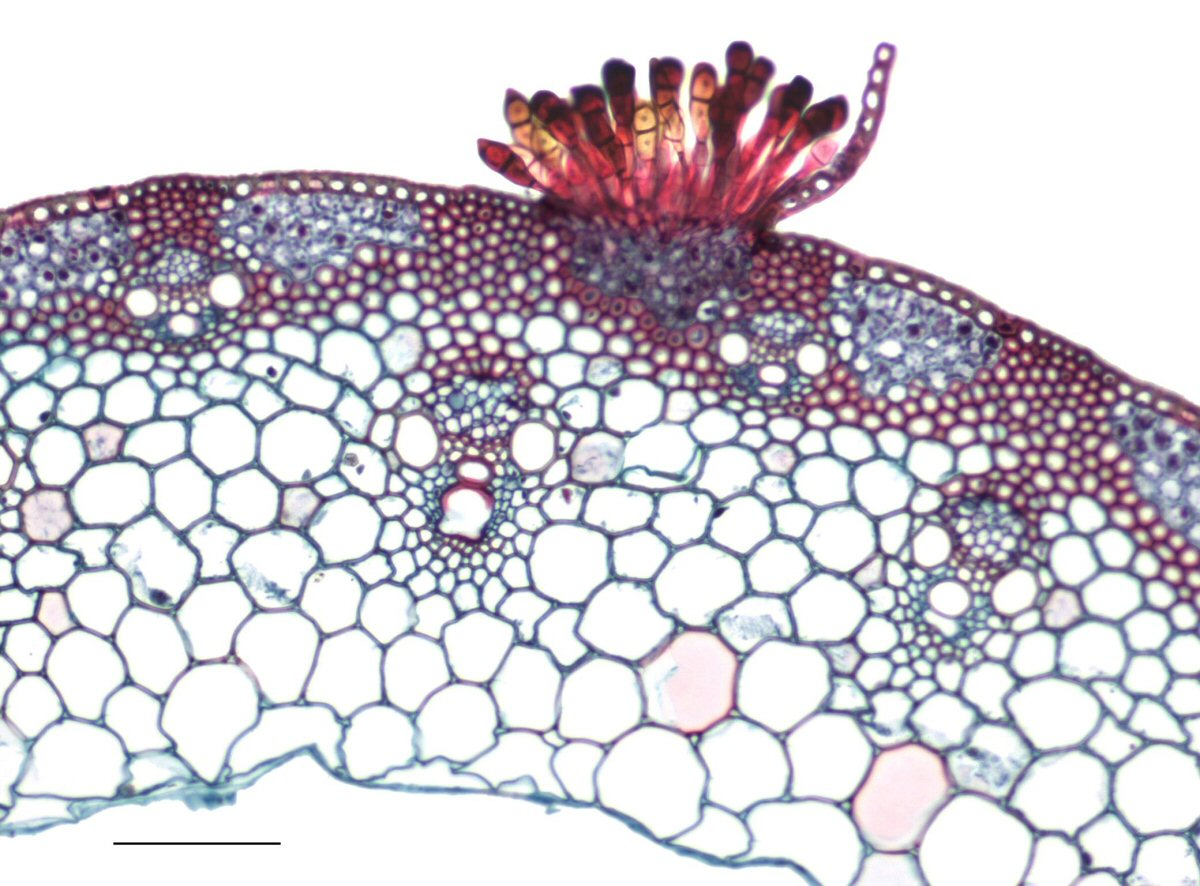
Telium met teleutosporen van zwarte roest (Puccinia graminis)

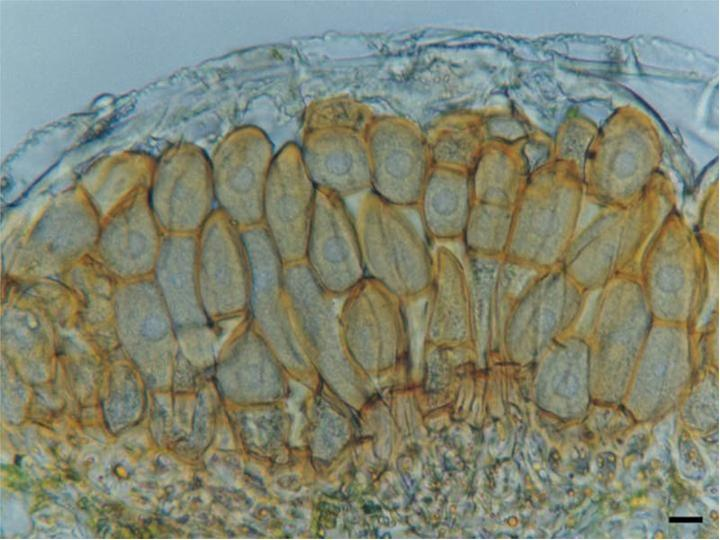
Telium met teleutosporen van Puccinia thaliae

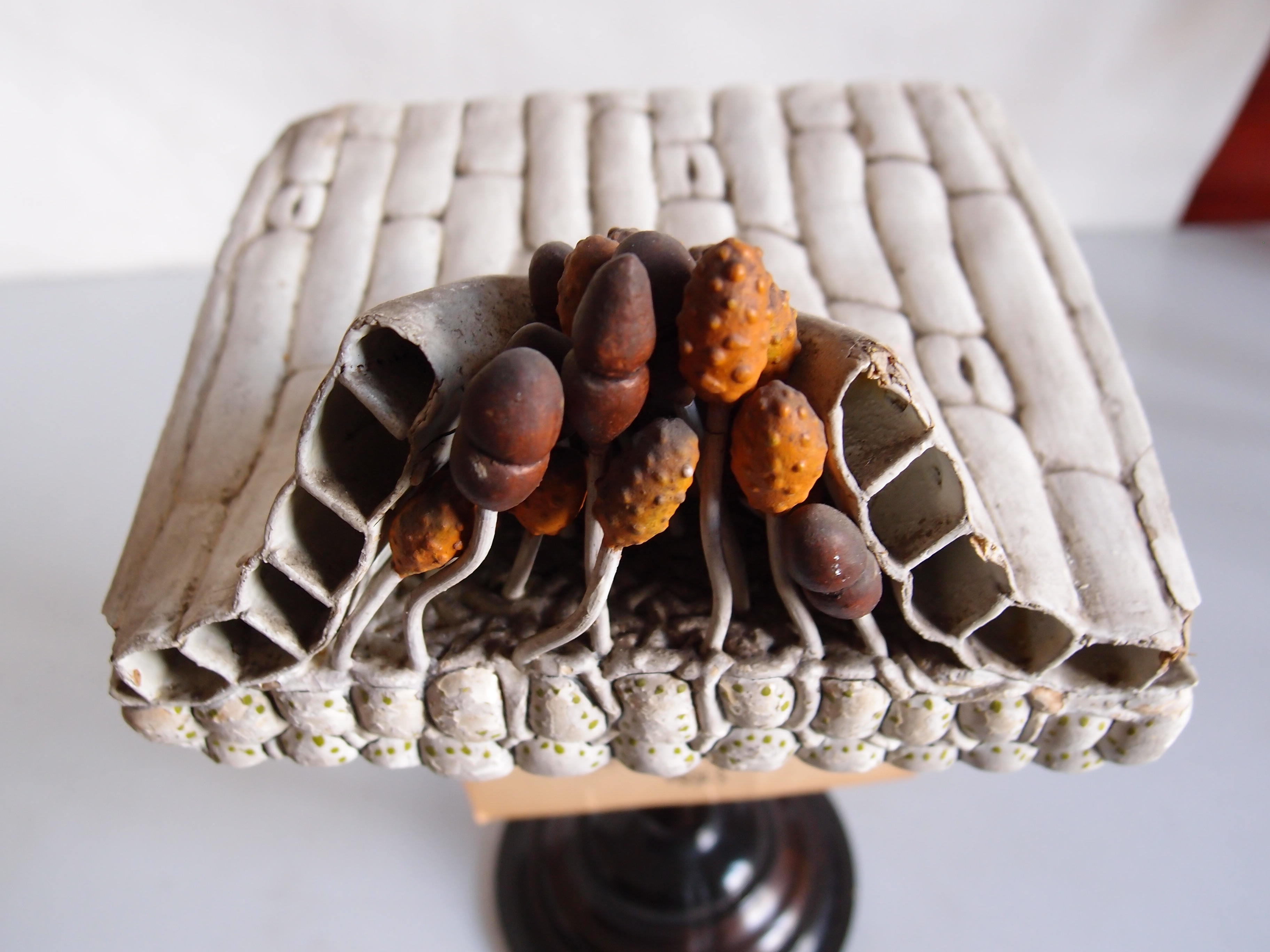
Uredinium met uredosporen en teleutosporen van zwarte roest (Puccinia graminis)

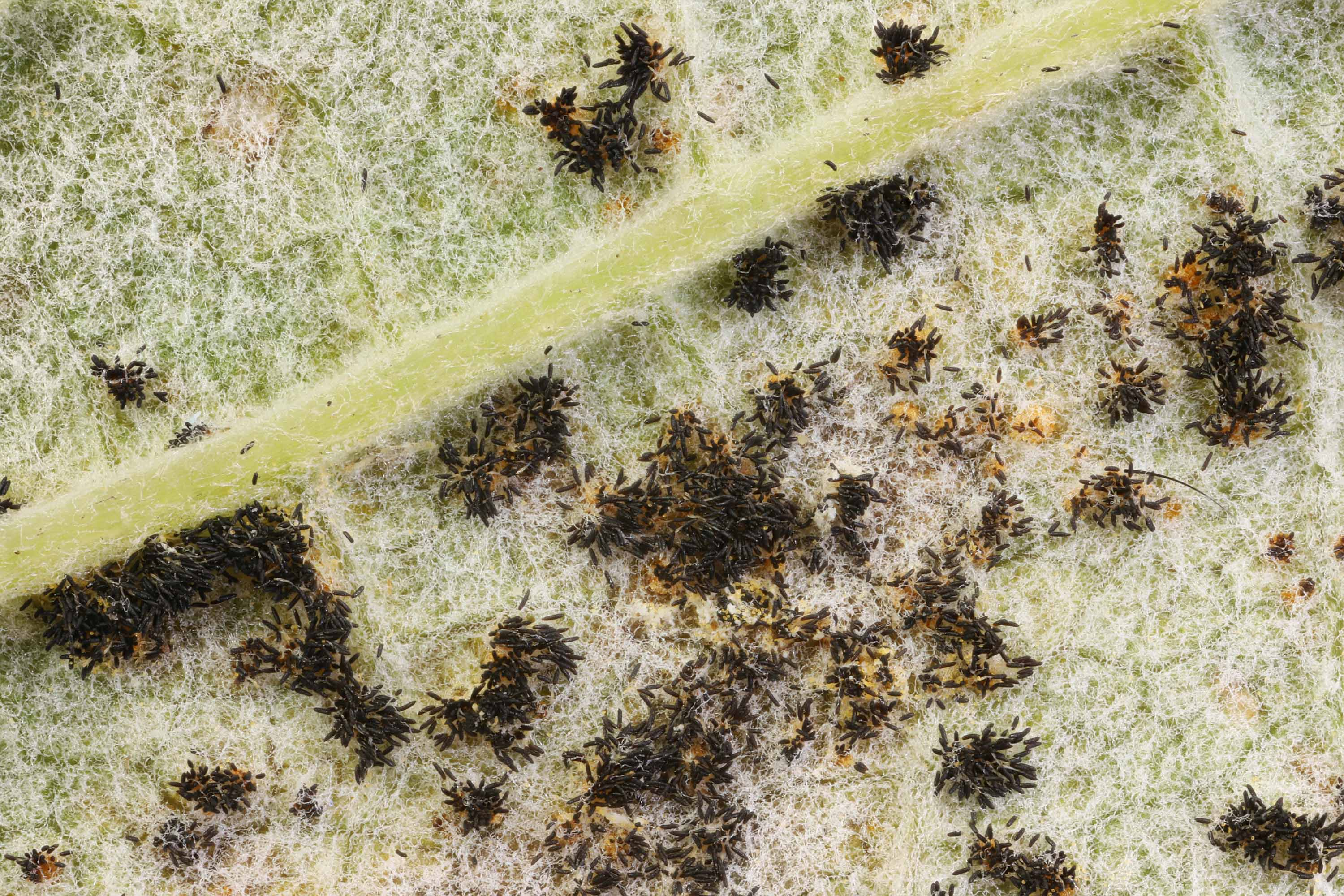
Telia van framboosroest

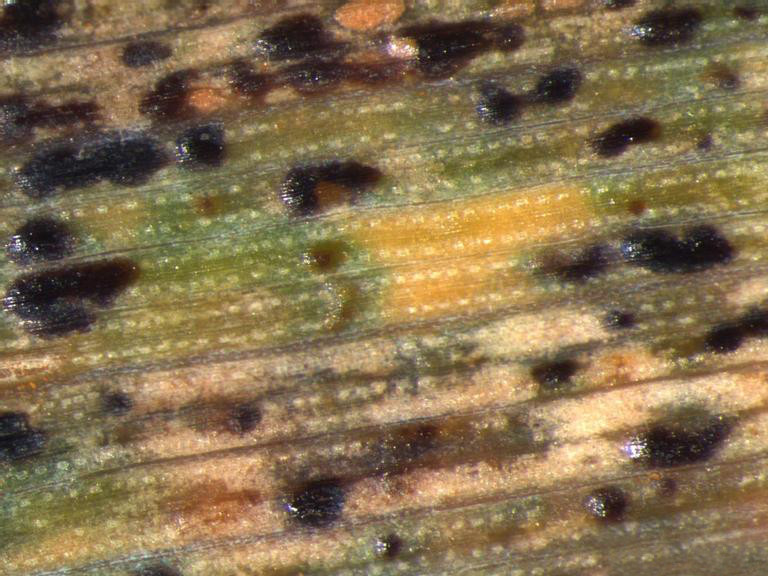
Telia van Puccinia hordei op gewone tarwe

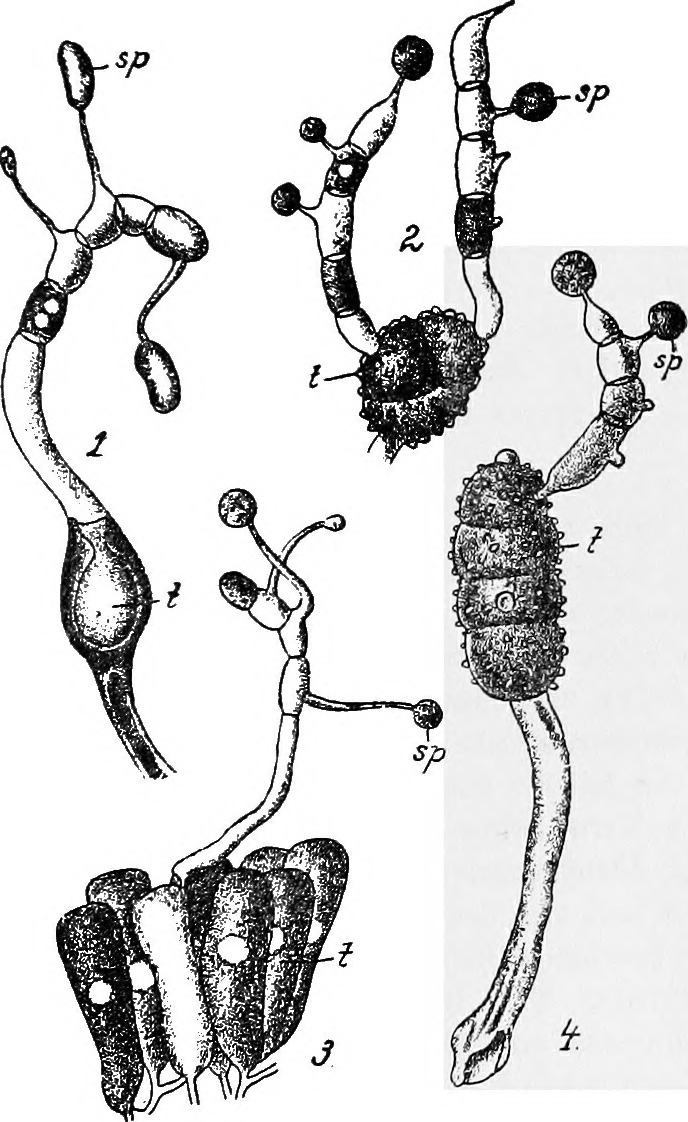
Kiemende teleutosporen van: 1. Uromyces fabae x 460. 2. Triphragmium ulmariae x. 370. 3. Melampsora betulina x 370. 4. Phragmidium rubi-idaei.

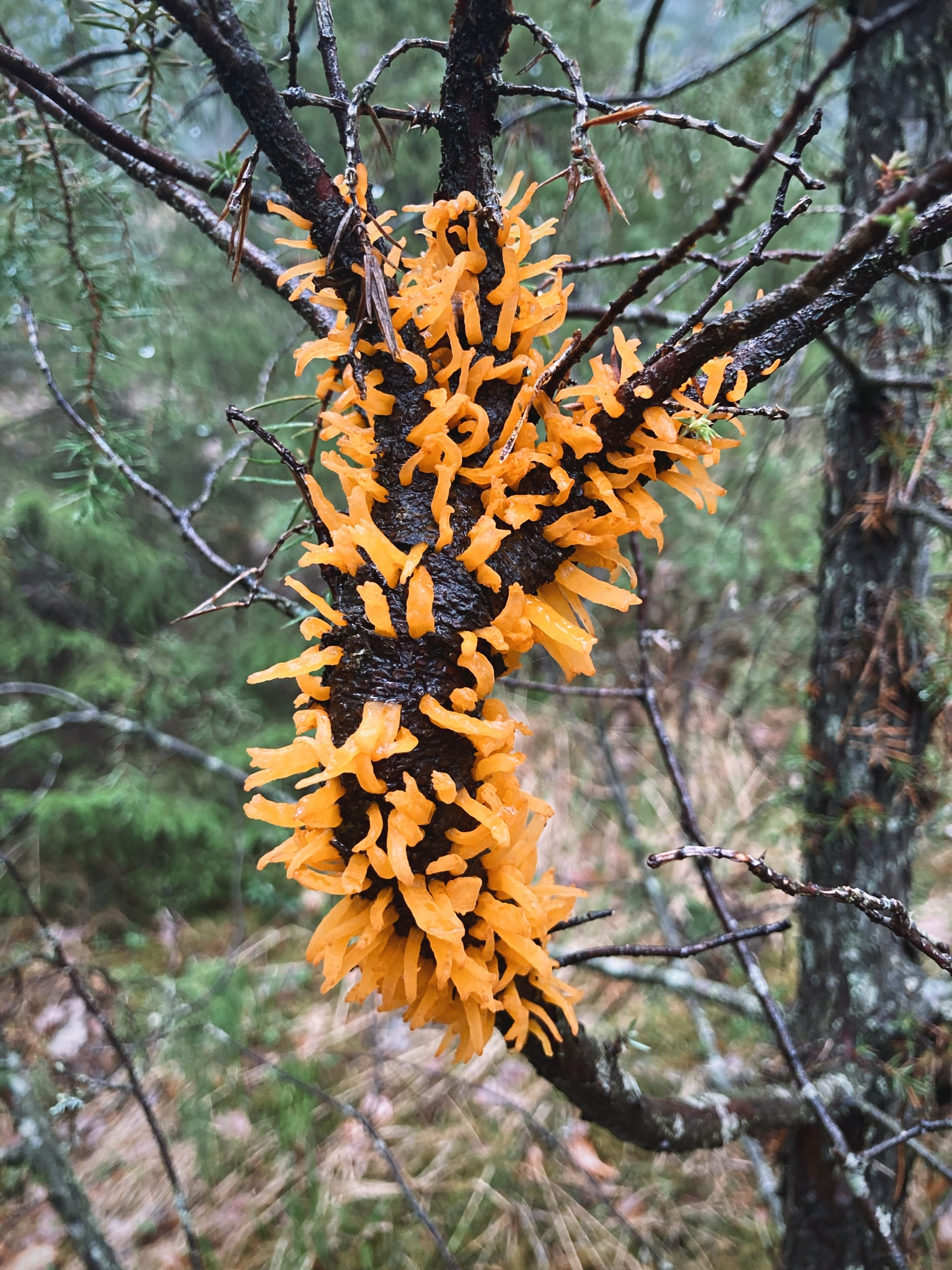
Telia van meidoorn-jeneverbesroest

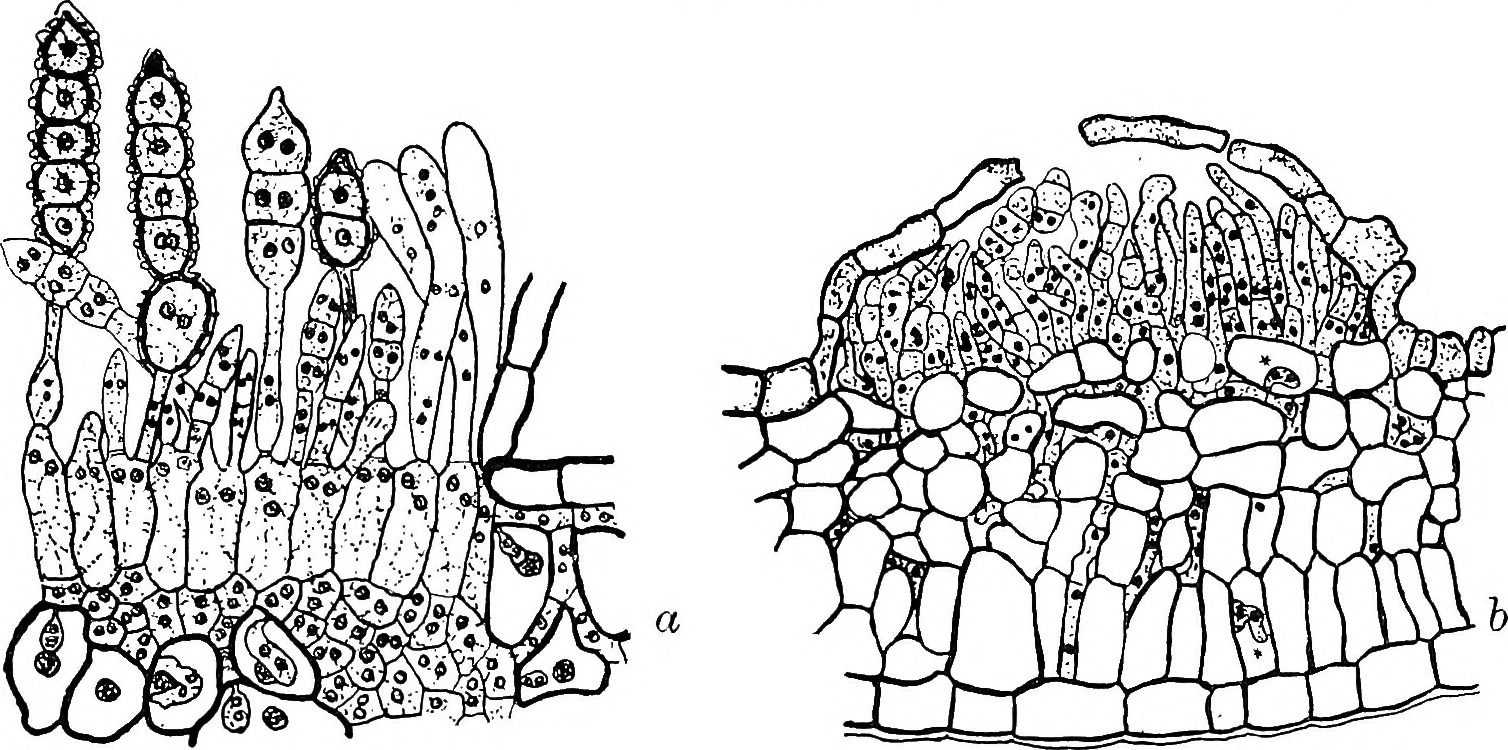
Telia van a. Phragmidium rubi-idaei; b. Phragmidium violaceum

Een telium of teleutosorus (meervoud telia) is een vruchtlichaam van de roesten (Uredinales), waarin heterothallische teleutosporen gevormd worden. Bij de Uromyces-soorten is de teleutospore eencellig en bij de Phragmidium-soorten is de teleutospore viercellig of meer dan viercellig. Een telium wordt door een uredospore vlak voor het afsterven van de plant of plantendelen gevormd en is te zien als zwarte vlekken op bladeren, stengels en vruchten van de waardplant. De teleutospore is de dikwandige, gekleurde rustspore, die in het voorjaar kiemt en een basidium met basidiosporen vormt. In de teleutospore vindt karyogamie (kernversmelting) plaats.
De basidiospore infecteert de waardplant en vormt daar een spermogonium met spermatiën en receptieve hyfen. Na bevruchting van een receptieve hyfe van het spermogonium door een spermatium met een ander paringstype wordt een aecium met haploïde-dikaryotische aecidiosporen gevormd. Ook kan er een aecium gevormd worden uit twee paringshyfen met verschillend paringstype. De aecidiospore kiemt en infecteert de waardplant, waarna uredinia gevormd worden. Een uredinium vormt de uredosporen, die weer nieuwe infecties geven. Vlak voor het afsterven van de plant of plantendelen gaan de uredinia over in telia of vormt het mycelium telia.
De code voor telia van de determinatiesleutel is III en die voor teliosporen is IIIsp. 

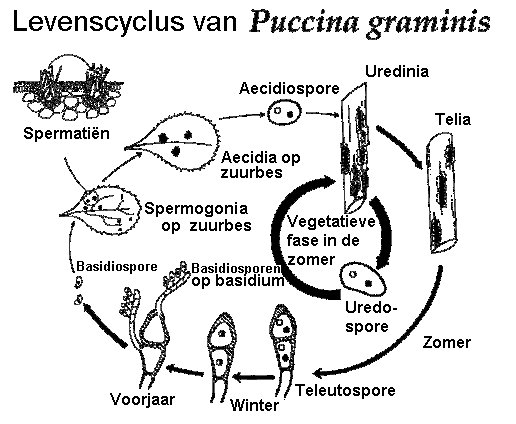
Levenscyclus zwarte roest

## Fotogalerij
Aantasting van stamboon en pronkboon door roest (Uromyces appendiculatus var. appendiculatus).

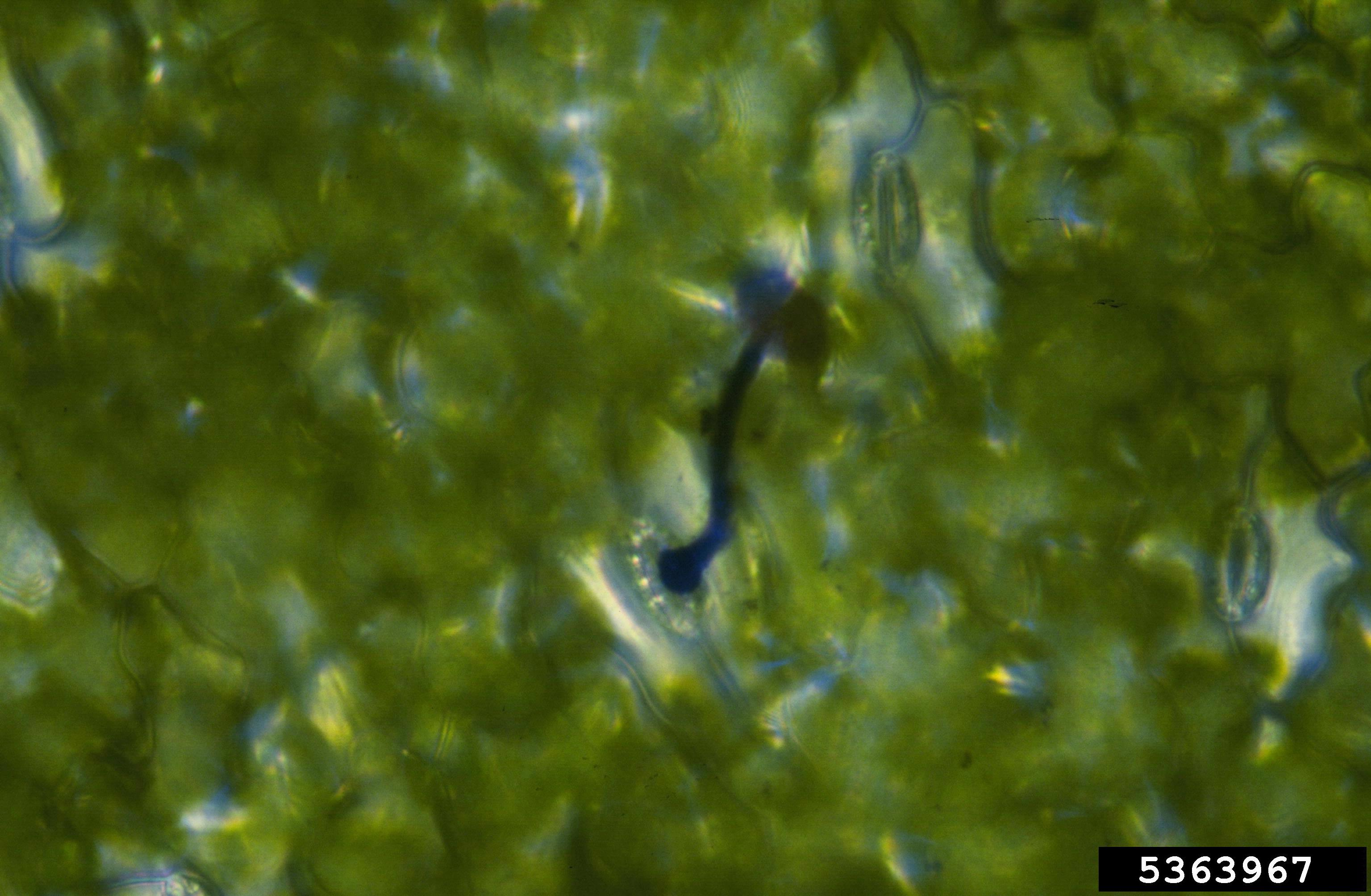
Kiembuis uredospore met appressorium
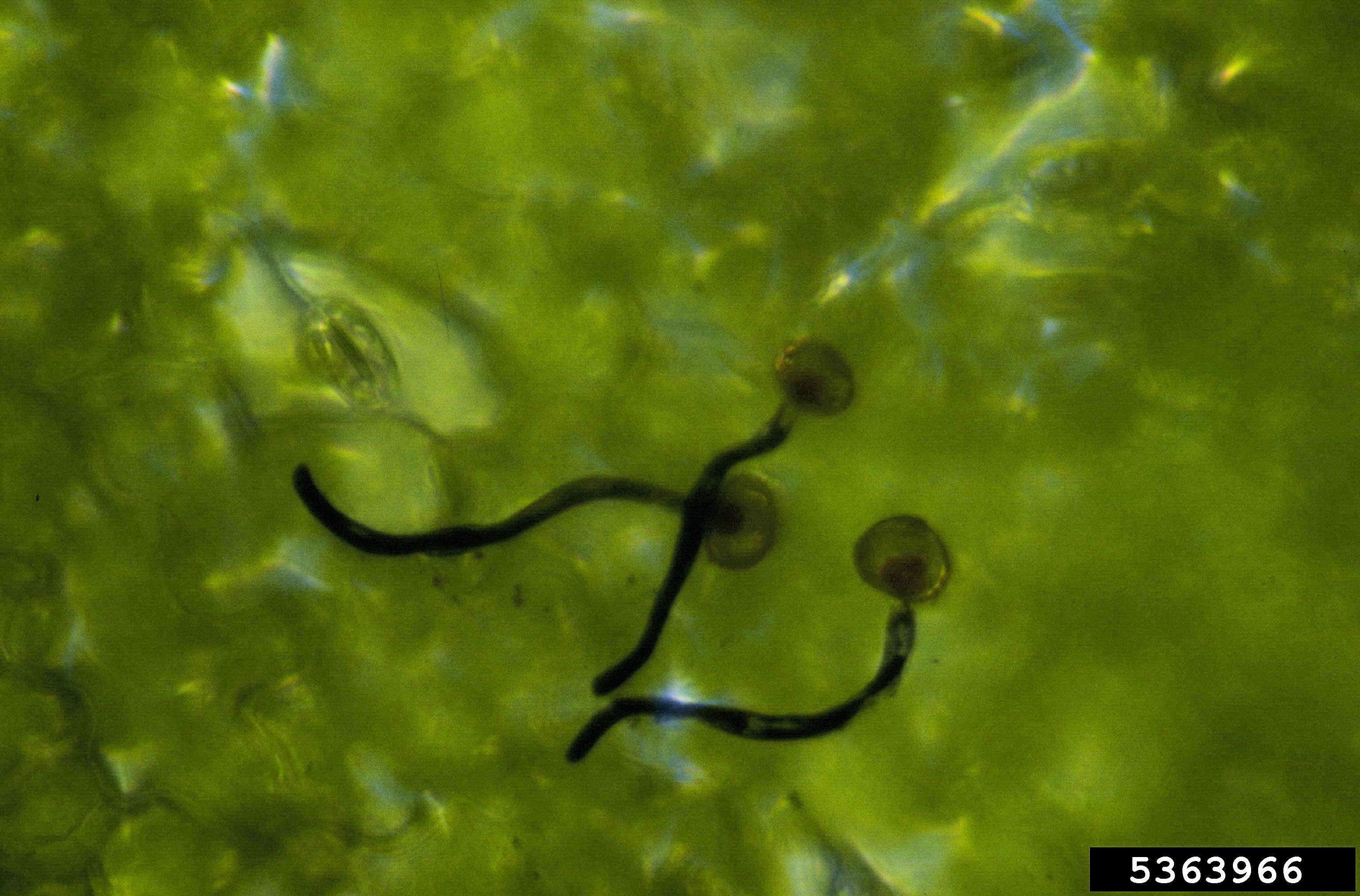
Kiembuizen uredosporen
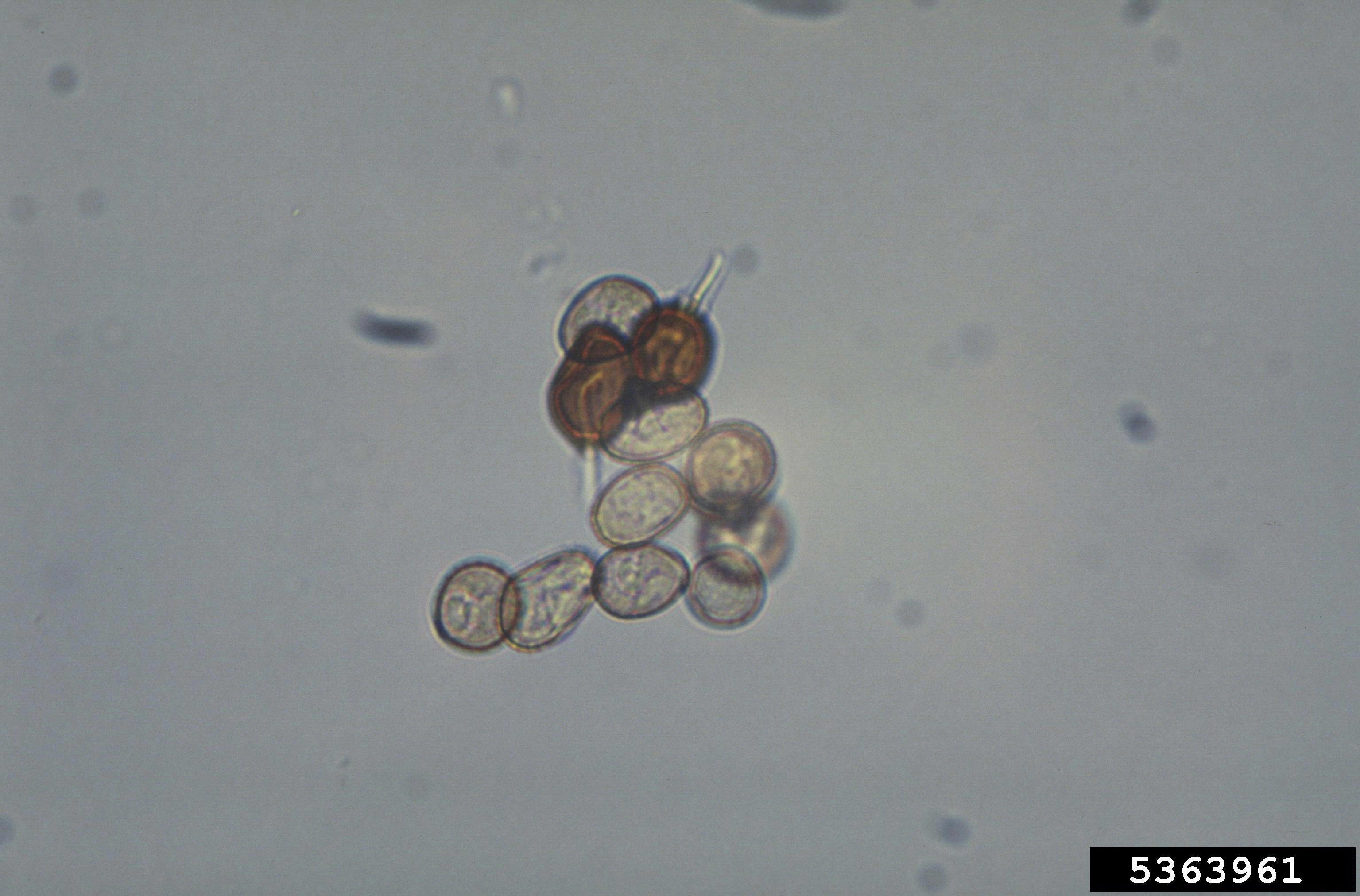
Uredosporen (licht gekleurd) en eencellige teleutosporen (donkergekleurd)
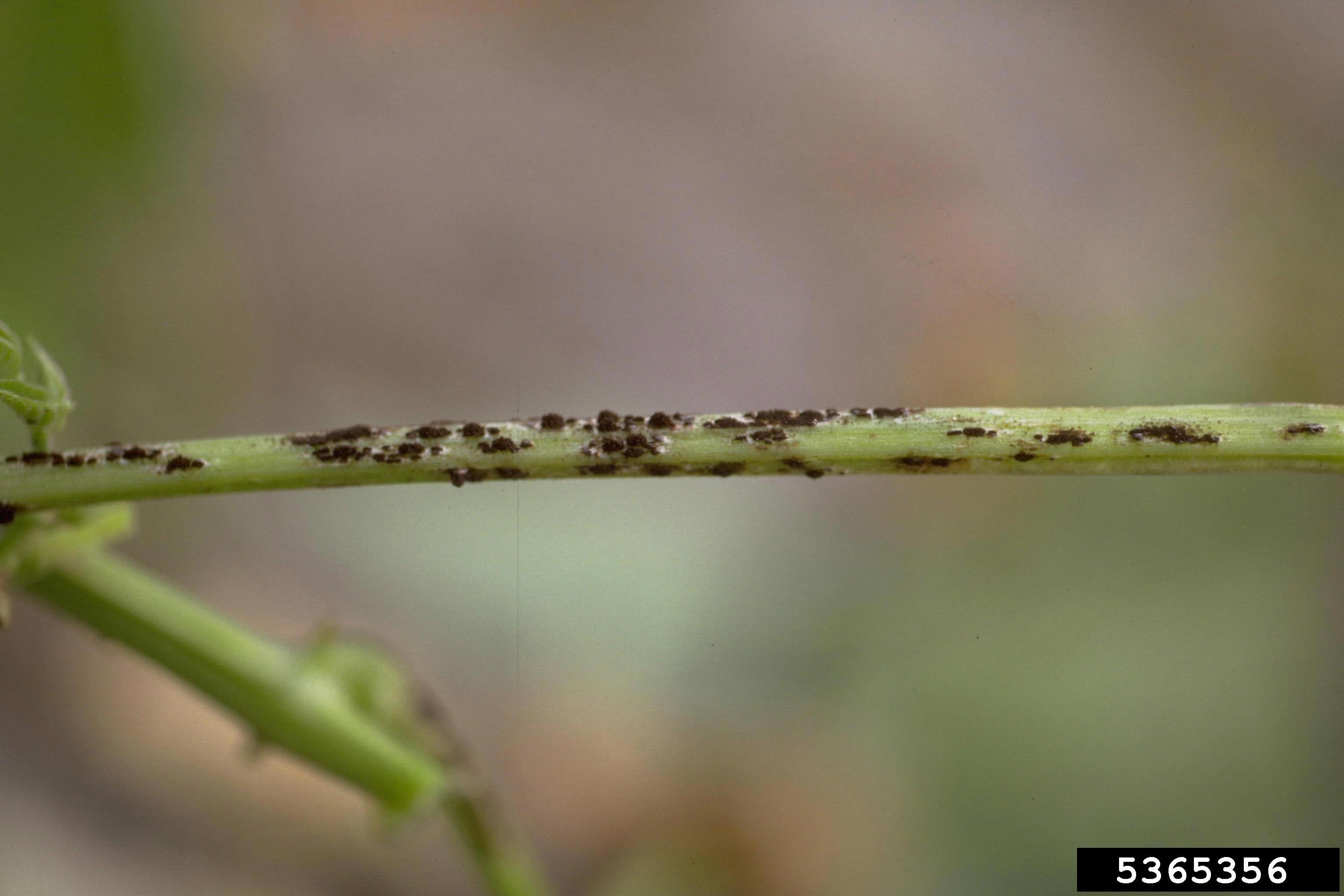
Telia
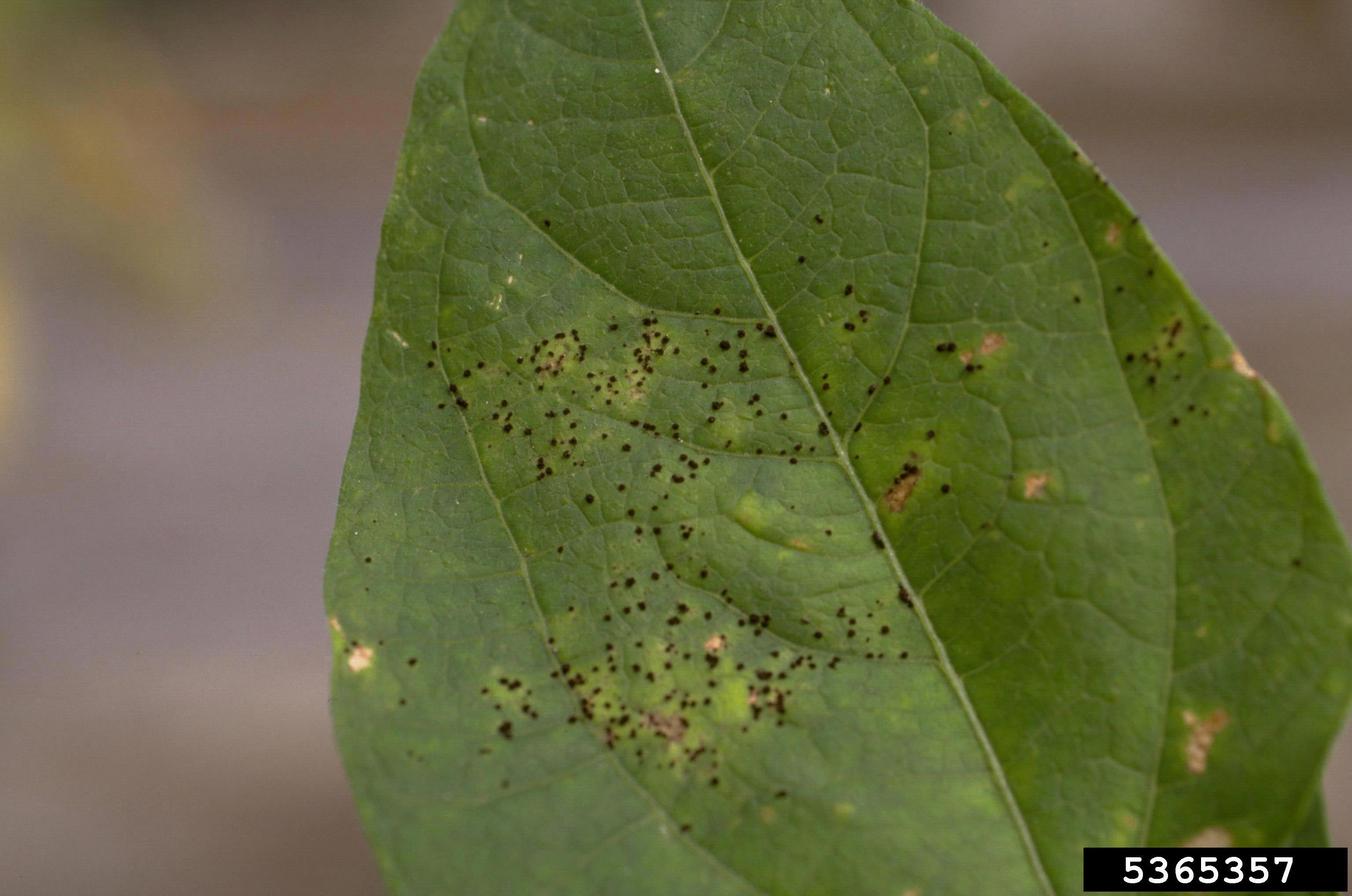
Telia
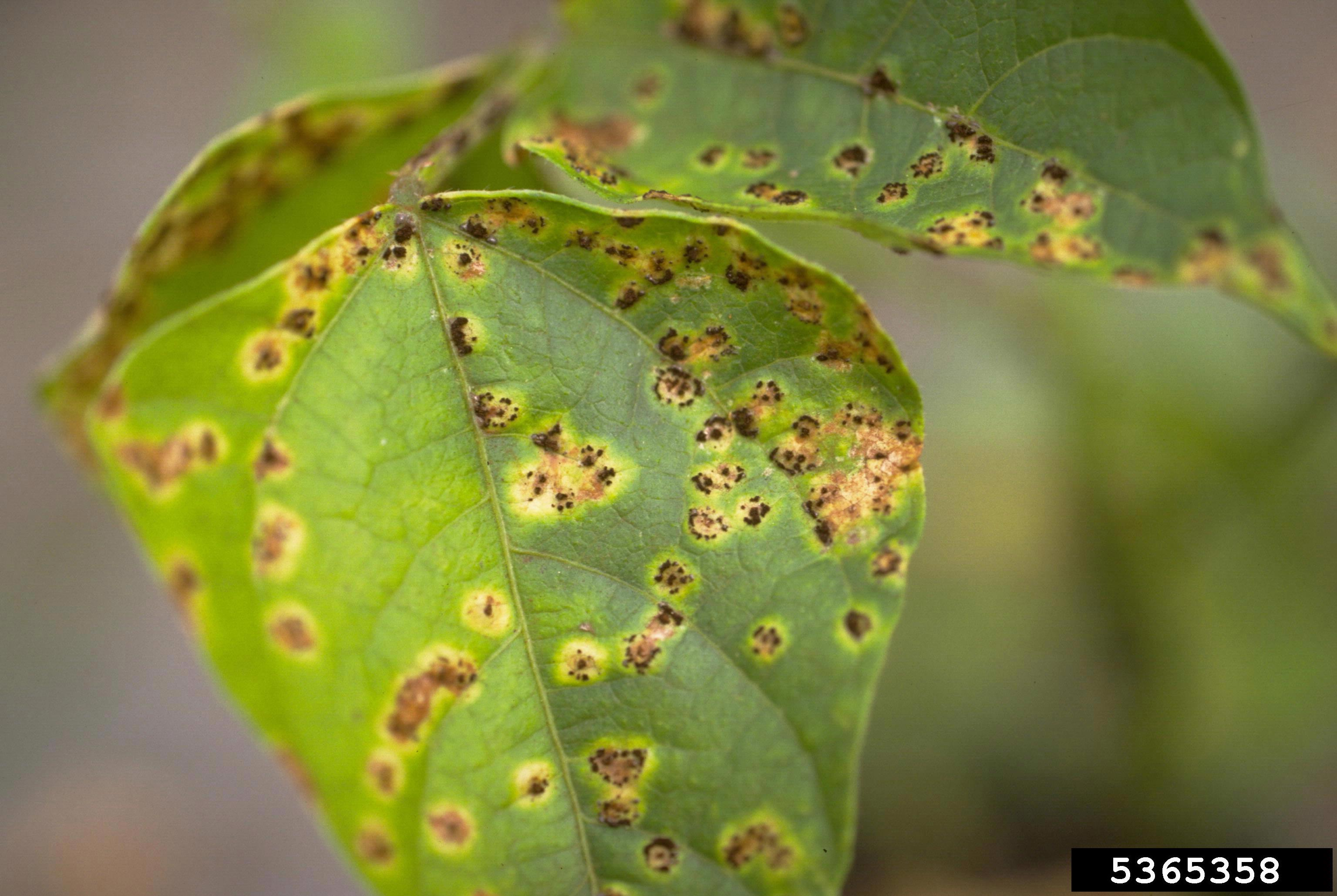
Telia
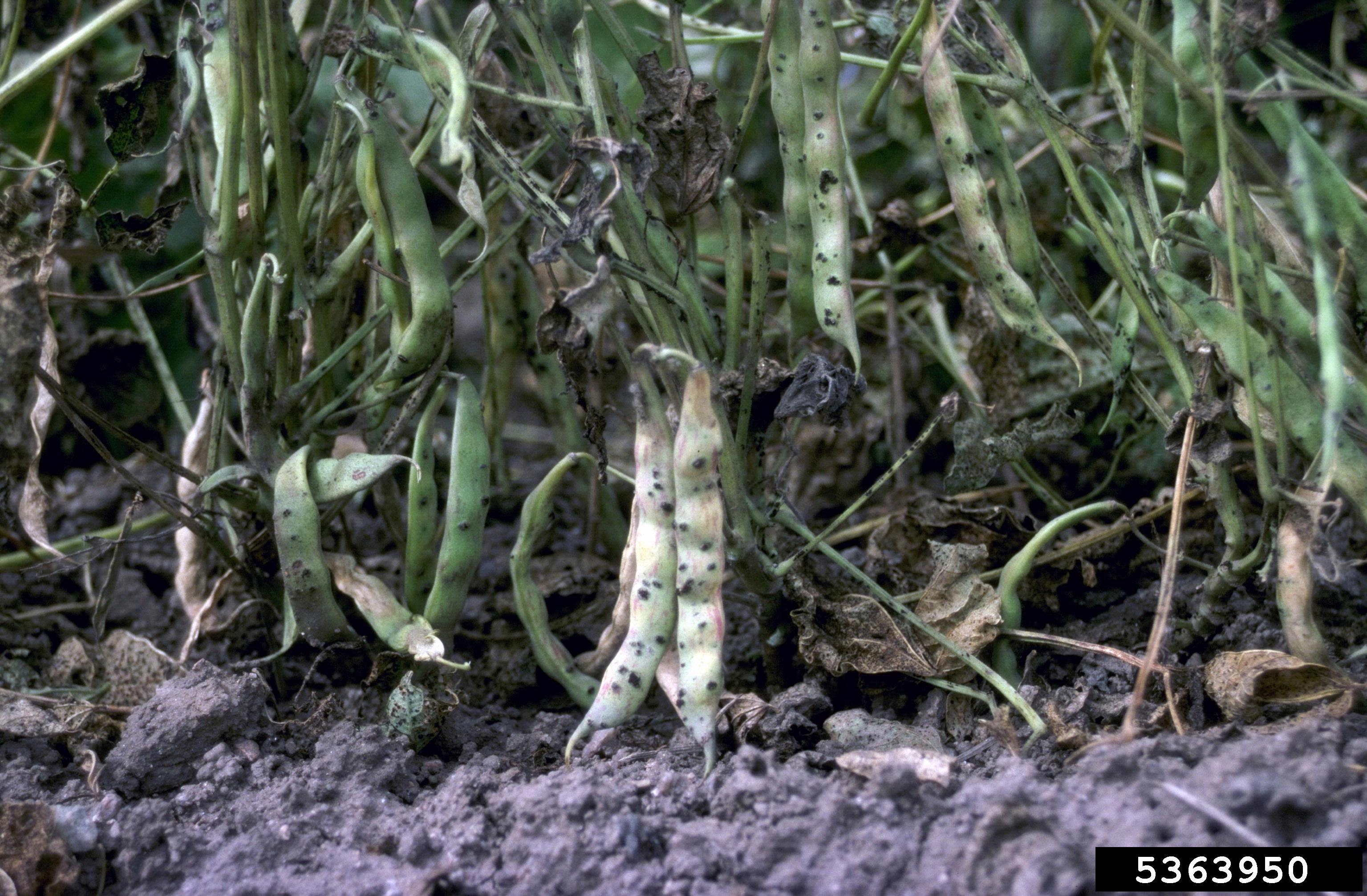
Telia
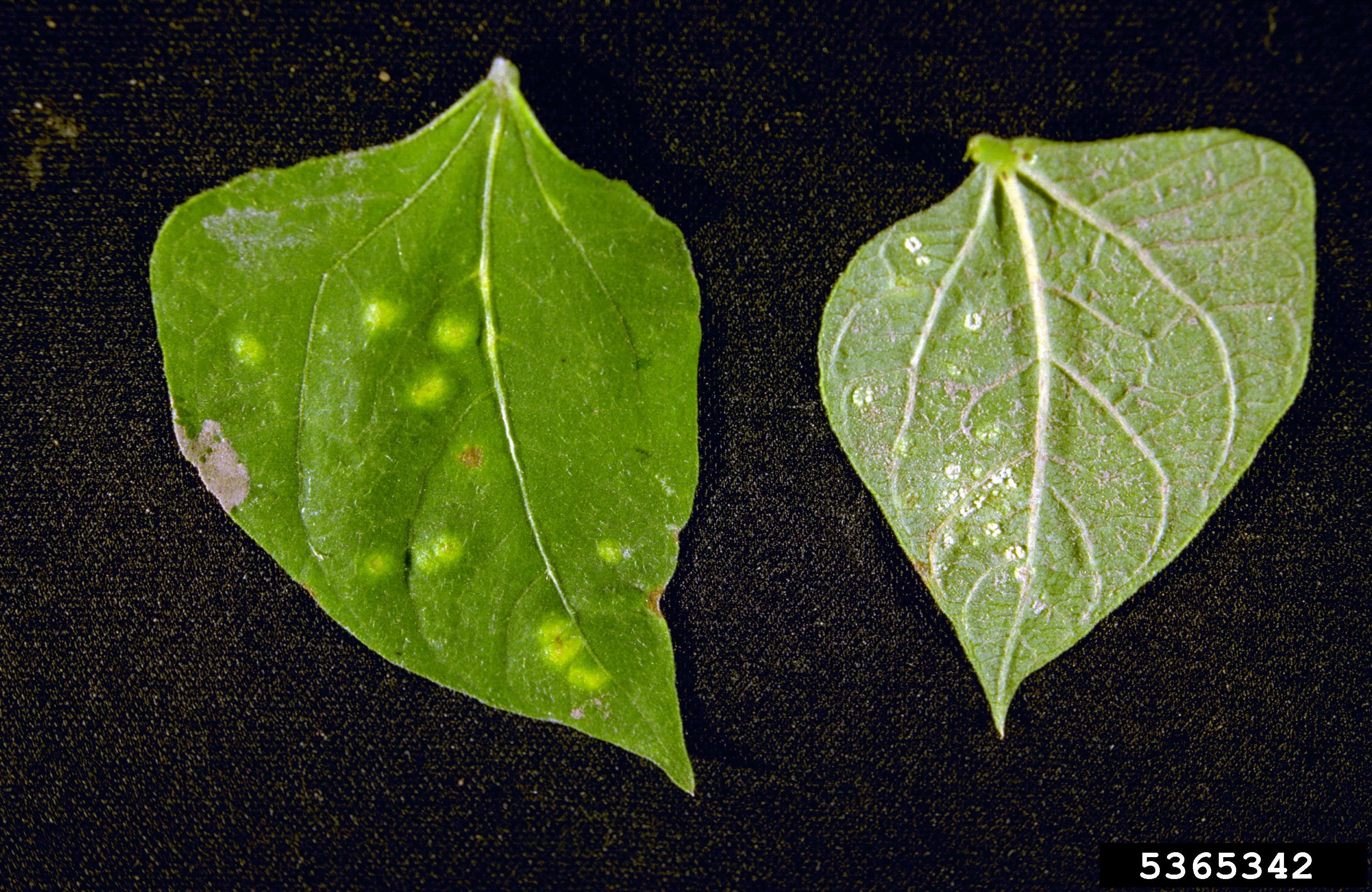
Spermogonia (links) en Aecidia (rechts)
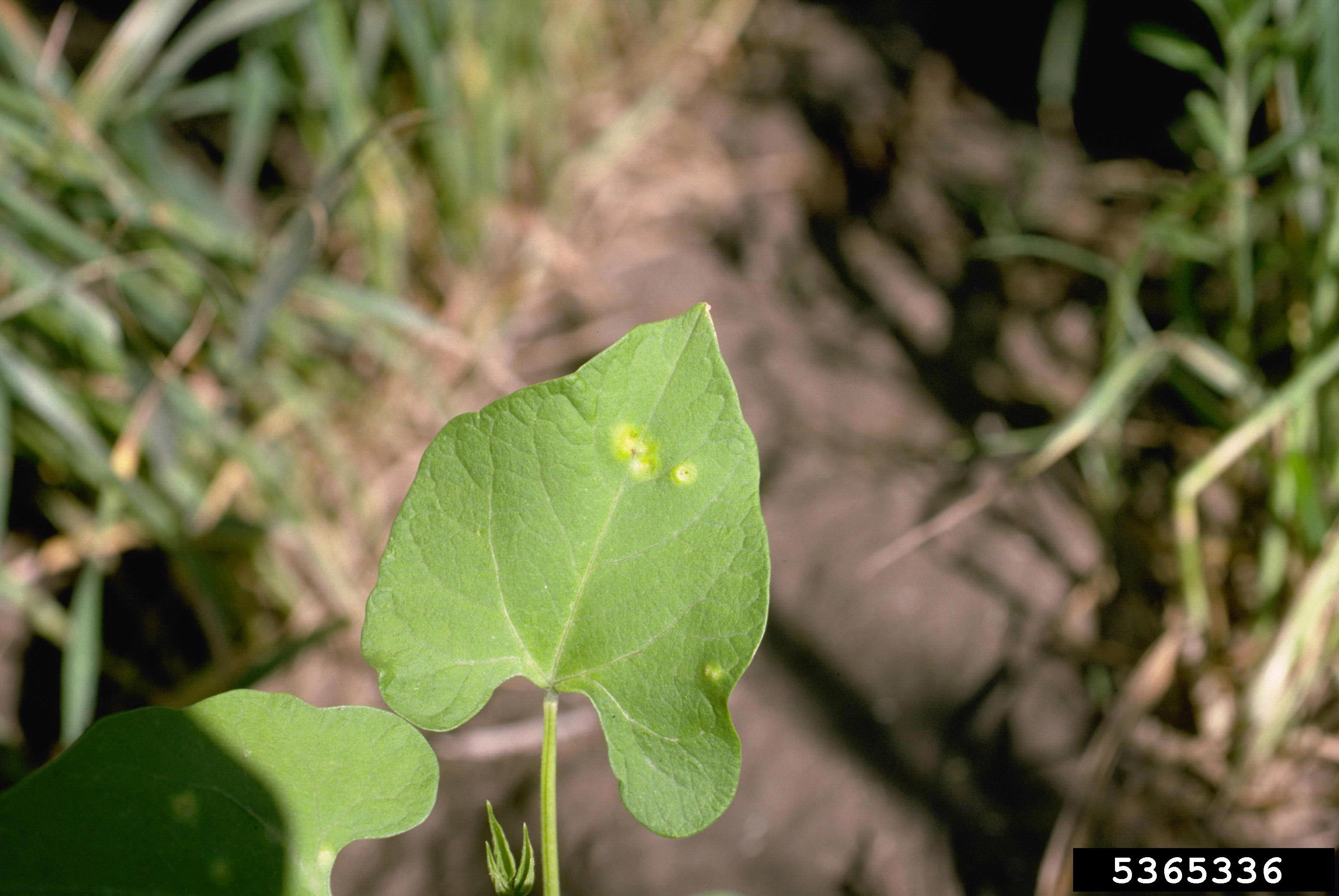
Spermogonia
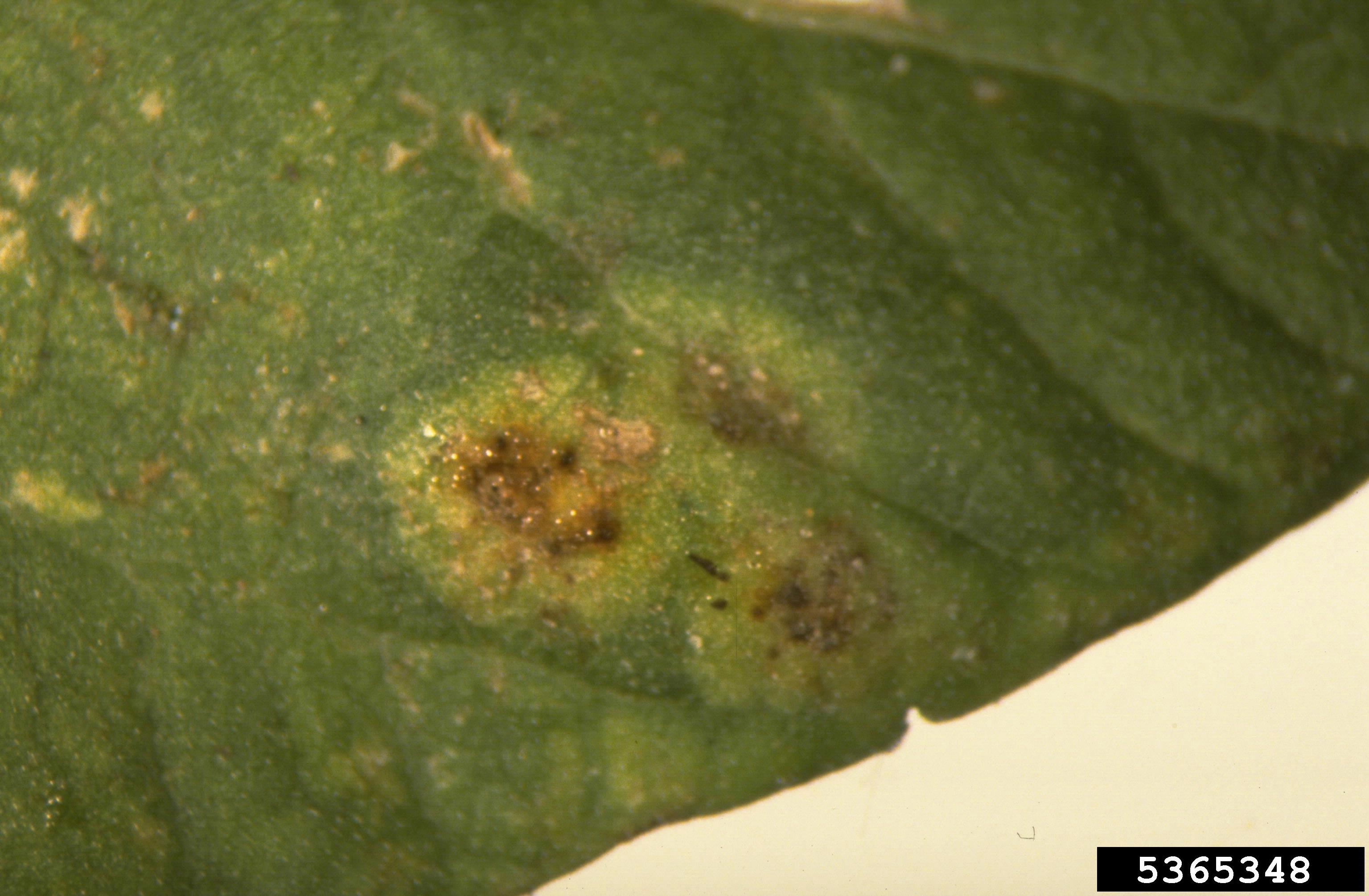
Spermogonium
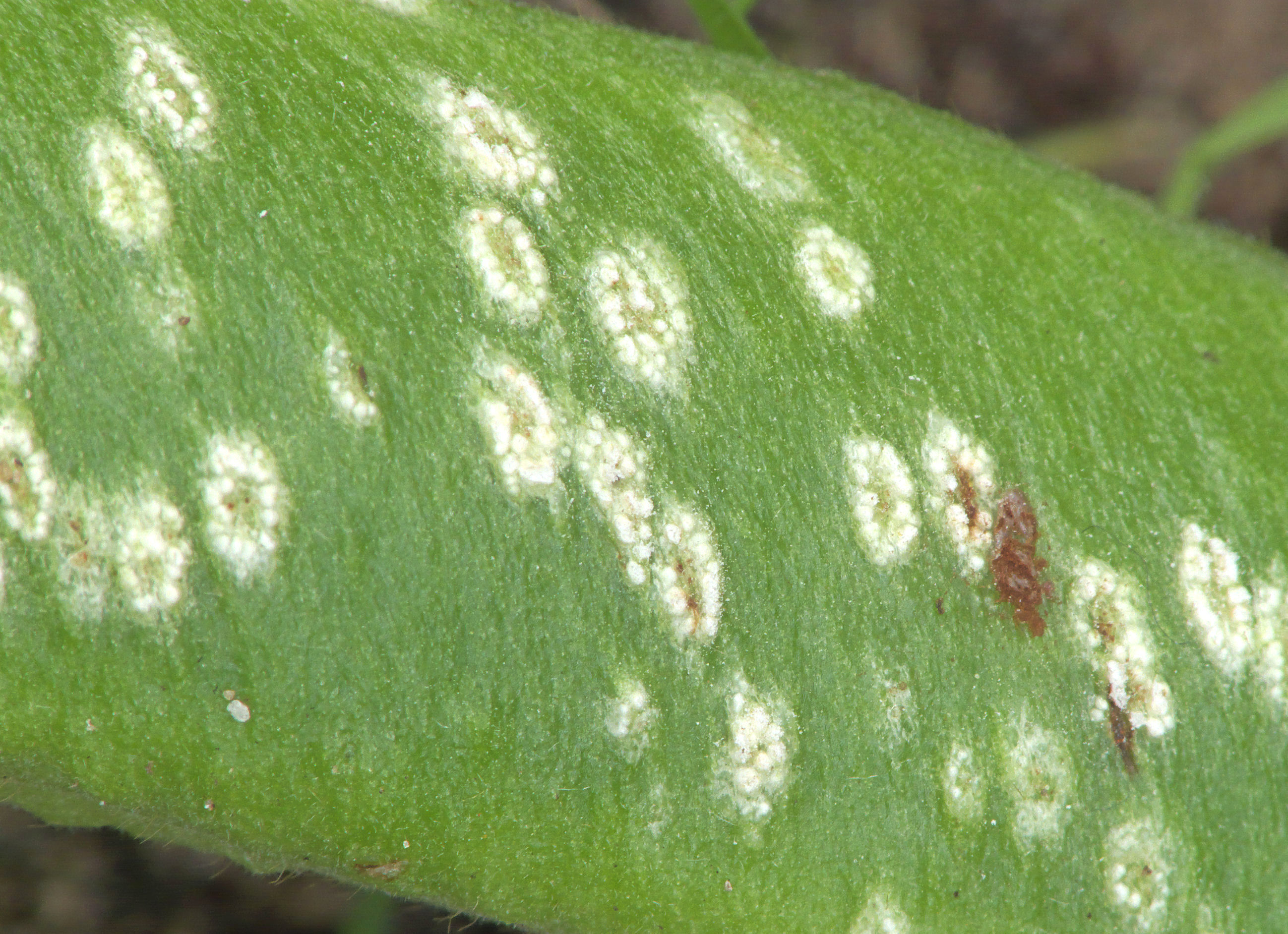
Aecidia op de peul van pronkboon